# Sylvain Lautié
Sylvain Lautié, né le 11 juin 1968 à Saint-Cloud, est un entraîneur français de basket-ball.

## Biographie
Il est l'un des trois entraîneurs français à avoir gagné une coupe d'Europe, la coupe Korać avec son entraîneur adjoint Benoist Burguet au Sluc Nancy Basket en 2002. Il prend la succession de Hervé Dubuisson, dont il est l'adjoint, lorsque celui-ci est victime d'un accident de la circulation qui le laisse plusieurs mois dans le coma.
Entraîneur depuis 2004 du club de Levallois, la fusion, en 2007, des deux clubs parisiens, Levallois et le Paris Basket Racing pour former le Paris-Levallois Basket, le laisse sans poste, bien que possédant encore deux années de contrat.
Lors de la saison 2007-2008, le club de Besançon qui évolue en Pro B et a l'ambition, avec l'un des meilleurs budgets du championnat, de retrouver l'élite dès la saison suivante, accumule les résultats négatifs. Le club décide alors de licencier l'entraîneur Germain Castano et recrute Sylvain Lautié.
Celui-ci arrive à qualifier son équipe pour les play-offs lors de la dernière journée. Besançon élimine ensuite Rouen, déjà assuré d'évoluer en Pro A la saison suivante, puis Saint-Étienne avant de remporter le titre face à Poitiers en finale à Bercy.
Malgré l'assurance de monter en Pro A, Lautié annonce peu après son retrait du monde sportif, expliquant sa décision de s'orienter vers une autre carrière et de s'occuper de sa famille.
En août 2009, Sylvain Lautié, revient à Besançon pour s'occuper du BBCD rétrogradé financièrement (redressement judiciaire). Il est nommé responsable sportif aux côtés du nouveau président Serge Legain.
Le 17 juillet 2019, le SLUC Nancy annonce le retour de Lautié comme directeur sportif dans le club qu'il a quitté à la fin de la saison 2004. Le 1er juillet 2021, a 53 ans, Sylvain Lautié remplace François Peronnet comme coach principal du SLUC. Ils terminent 1er de la saison régulière de ProB et permet au club nancéien de remonter en ProA et le club se maintient en Betclic Elite lors de la saison 2022-2023.

## Sélection nationale
- 2005 : Entraîneur du Mali pour le championnat d'Afrique des nations 2005.
- 2015 : Entraîneur du Mali pour le championnat d'Afrique des nations 2015.
- 2017 : Entraîneur du Mali féminin pour le championnat d'Afrique des nations 2017.
- 2017 : Entraîneur du Mali féminin pour le championnat d'Afrique des nations 2019.

## Palmarès
- Vainqueur de la coupe Korać avec Nancy en 2002
- Champion de France Pro B en 2008 avec le BBCD

- Médaille de bronze au championnat d'Afrique 2017
- Médaille de bronze au championnat d'Afrique 2019
- Champion de la Luxembourg basket-ball League en 2020 avec Basket Esch[4].
- Champion de France Pro B en 2022 avec le SLUC Nancy Basket